# 毒蜥屬
毒蜥屬是毒蜥科下的唯一屬，包含了分佈在美國西南部、墨西哥及南至瓜地馬拉有毒的蜥蜴。其下有5個物種。牠們的近親是蛇蜥科。

## 特徵
毒蜥屬的體型很大及粗壯，行動緩慢，喜歡棲息在乾旱的地區。尾巴很短，是儲存脂肪的器官。身體由細小及不重疊的鱗片覆蓋，底部有皮內成骨。兩個物種都呈深色，有黃色或粉紅色的斑紋。
毒蜥屬是肉食性的，主要吃齧齒目及其他細小的哺乳動物，也會吃鳥蛋及爬行類（每年只吃五至十餐）。牠們是卵生的，每次會產一大堆蛋。

## 毒素
毒蜥的毒素通常用於防衛（牠們的獵物通常不用毒液），毒蜥的毒素雖傳言一滴即可致命，但從未發生過毒蜥吻咬死人的案例。毒蜥的毒牙是位於下顎最後方的三顆牙，毒蜥並不像毒蛇會擠壓臉頰的毒囊注射毒液，而是直接從牙槽注射毒液。被毒蜥咬傷的人會感到噁心、作嘔、想吐以及高燒，近年來科學家發現毒蜥的毒素可用來製作治療肥胖症及糖尿病的藥。

## 分類
以下是毒蜥屬的分類：

## 飼養
在很多不同的動物園內有飼養墨西哥毒蜥、恰帕斯珠毒蜥及美國毒蜥的兩個亞種。牠們也是寵物貿易的常客，且價值連城。墨西哥毒蜥的另外兩個亞種非常稀少，已知只有少量被飼養的。
- 恰帕斯珠毒蜥 Heloderma alvarezi Bogert（英语：Charles M. Bogert） & Martin del Campo, 1956;
- 危地馬拉珠毒蜥 Heloderma charlesbogerti Campbell（英语：Jonathan A. Campbell） & Vannini, 1988
- 富埃尔特珠毒蜥 Heloderma exasperatum Bogert（英语：Charles M. Bogert） & Martin Del Campo, 1956;
- 墨西哥毒蜥 Heloderma horridum (Wiegmann, 1829)
- 美國毒蜥 Heloderma suspectum Cope, 1869

## 保育狀況
除被列入附录Ⅰ的亚种外的所有种均被列為《瀕危野生動植物種國際貿易公約》附錄二的物種，被限制出口及貿易。

## 外部連結
维基共享资源上的相關多媒體資源：毒蜥屬
- About Beaded Lizards （页面存档备份，存于）
- Heloderma information （页面存档备份，存于）
- Family Helodermatidae (Gila Monsters) （页面存档备份，存于）